# 細紋堡螺
細紋堡螺（学名：Fossarus multicostatus）为小堡螺科小堡螺屬下的一个种。